# Keratolytikum
Ein Keratolytikum (Plural: Keratolytika) ist ein hornlösender Wirkstoff. Der Begriff leitet sich von der Hautsubstanz Keratin ab.
Keratolytika werden kosmetisch und zur Therapie krankhafter Verhornungsstörungen (Hyperkeratosen) eingesetzt, um auf diesem Wege die Keratolyse zu erzwingen.
Folgende Keratolytika sind bekannt:
- Retinoide: Acitretin, Adapalen, Tretinoin, Isotretinoin, Motretinid, Tazaroten.
- Salicylsäure
- Azelainsäure
- Alpha-Hydroxy-Säuren, auch „Fruchtsäuren“ genannt. Hierzu zählen die Milchsäure, die Mandelsäure und die Glycolsäure.
- Benzoylperoxid
- Harnstoff (Urea)

Systemisch kommen zum Zwecke der Keratolyse lediglich Acitretin und Isotretinoin zur Anwendung.